# The Show (Niall Horan)
The Show è il terzo album in studio del cantante irlandese Niall Horan, pubblicato il 9 giugno 2023 dalla Capitol Records.

## Tracce
1. Heaven – 3:06 (Niall Horan, John Ryan, Joel Little, Tobias Jesso Jr.)
2. If You Leave Me – 2:59 (Niall Horan, John Ryan, Joel Little, Julian Bunetta, Mike Sabath, Caroline Ailin)
3. Meltdown – 2:33 (Niall Horan, John Ryan, Joel Little, Amy Allen)
4. Never Grow Up – 3:29 (Niall Horan, John Ryan, Shane McAnally, Julian Bunetta)
5. The Show – 3:11 (Niall Horan, Jamie Scott, Daniel Bryer, Mike Needle)
6. You Could Start a Cult – 3:20 (Niall Horan, John Ryan, Julian Bunetta, Joel Little, Ruel Vincent van Dijk, Mark Landon)
7. Save My Life – 2:57 (Niall Horan, John Ryan, Amy Allen)
8. On a Night Like Tonight – 3:07 (Niall Horan, John Ryan, Jacob Kasher Hindlin)
9. Science – 2:45 (Niall Horan, Jamie Scott, Daniel Bryer, Mike Needle)
10. Must Be Love – 3:09 (Niall Horan, Ben Kohn, Tom Barnes, Pete Kelleher, Philip Plested, James Napier)

Traccia bonus nell'edizione giapponese
1. Heaven (Acoustic) – 3:04 (Niall Horan, John Ryan, Joel Little, Tobias Jesso Jr.)

## Classifiche
| Classifica (2023) | Posizione massima |
| ----------------- | ----------------- |
| Australia         | 1                 |
| Austria           | 4                 |
| Belgio (Fiandre)  | 1                 |
| Belgio (Vallonia) | 2                 |
| Canada            | 5                 |
| Danimarca         | 8                 |
| Finlandia         | 21                |
| Francia           | 20                |
| Germania          | 2                 |
| Irlanda           | 1                 |
| Italia            | 9                 |
| Norvegia          | 8                 |
| Nuova Zelanda     | 1                 |
| Paesi Bassi       | 1                 |
| Portogallo        | 2                 |
| Regno Unito       | 1                 |
| Spagna            | 3                 |
| Stati Uniti       | 2                 |
| Svezia            | 8                 |
| Svizzera          | 6                 |